# Fundición de campanas Eijsbouts

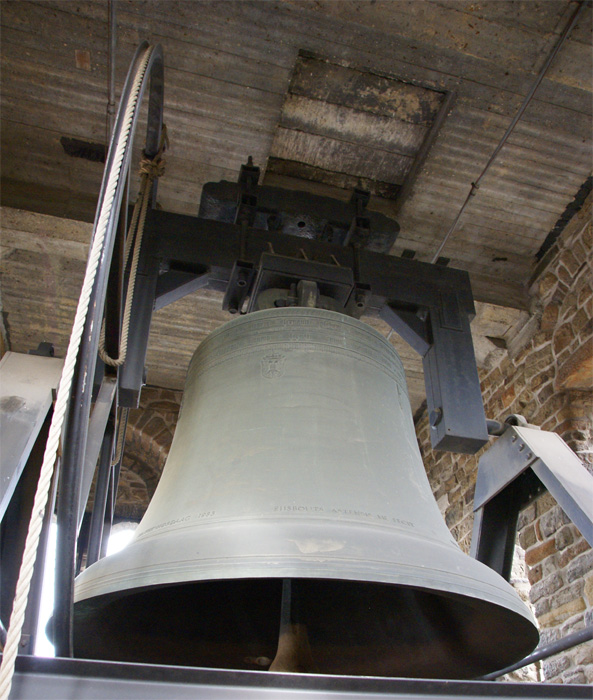
Réplica de la Grameer, San Servatius (Maastricht)

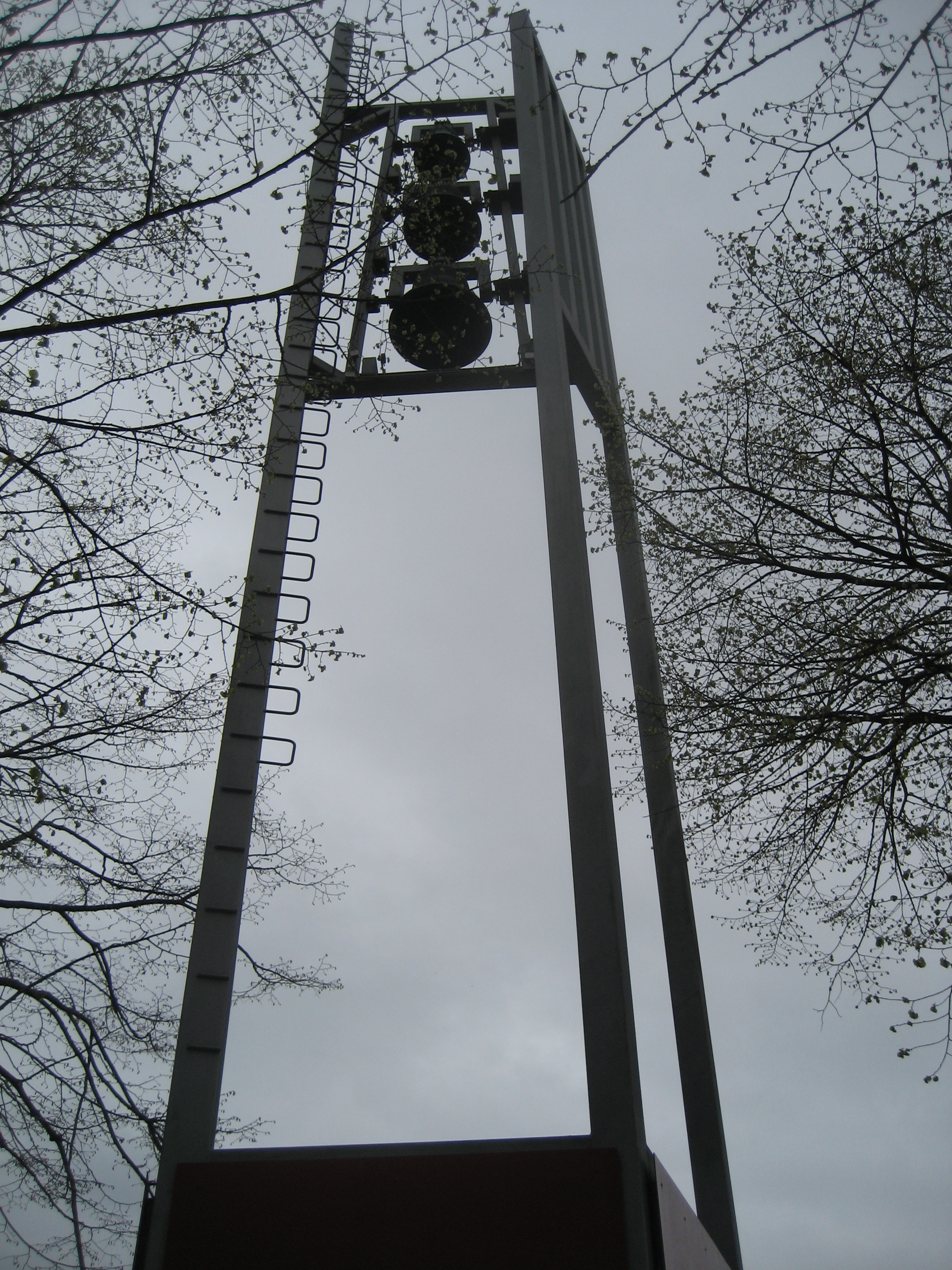
Torre de la campana en la San Josephkerk (Wateringen)

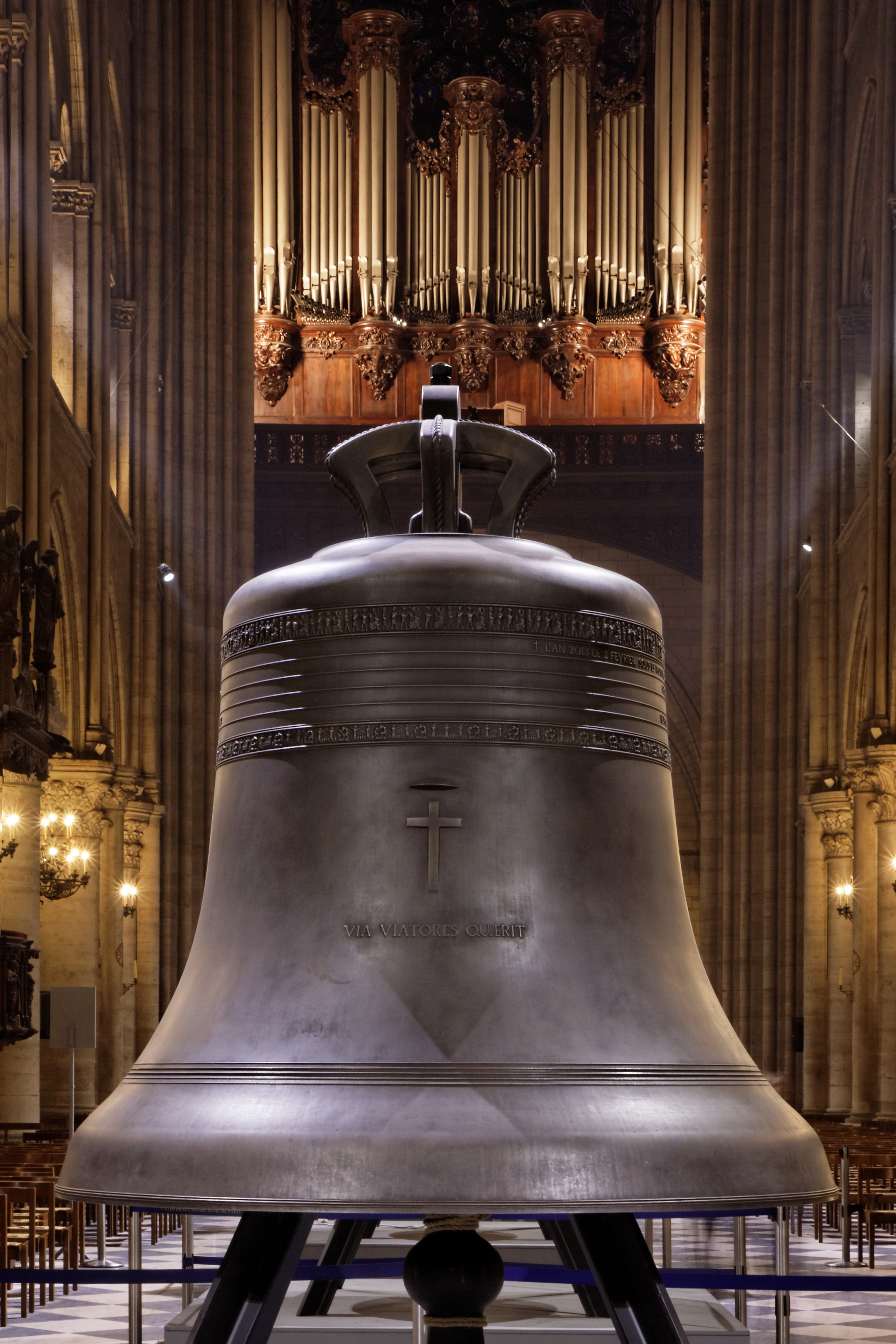
Nueva campana María de la catedral de Notre-Dame de París (2012)

La Fundición de campanas Eijsbouts (en holandés: Koninklijke Eijsbouts Klokkengieterij en Fabriek van Torenuurwerken b.v.) es una fundición de campanas y fábrica de relojes de Asten.

## Historia
La fundición de campanas Eijsbouts fue fundada en 1872 por Bonaventura Eijsbouts. Aunque se formó como relojero, estaba más interesado en grandes relojes y comenzó un taller para la fabricación de relojes de torre. En 1905 se trasladó a la ubicación en la Driehoekstraat 3, lugar donde la empresa sigue estando.
En 1893 con su hijo Johan Eijsbouts en la empresa, la gama de productos se amplió con campanas de iglesia, ya que éstas inicialmente eran fabricadas por otras empresas, especialmente en Gran Bretaña y Alemania. El hijo de Johan, Ture Eijsbouts, entró en 1924 en la empresa. En 1947 decidió realizar los moldes él mismo de las campanas y carillones. La demanda era grande, ya que una gran cantidad de campanas fueron robadas por los nazis durante la Segunda Guerra Mundial y convertidas en armamento.
En 1962 Tuurs, el hermano Max Eijsbouts, tomó las riendas de la empresa y se siguió enfocando en los mercados extranjeros. El director técnico Dr. André Lehr fue un gran experto en campanas, pionero en el control electrónico del carillón e hizo una importante contribución al desarrollo de las campanas en modo mayor. Tomó la iniciativa de fundar el Museo Nacional del Carillón; hoy Museo Nacional de Campans y de Naturaleza de Asten. El Dr. Lehr murió en 2007.
Max Eijsbouts fue sucedido por Ger Minkman, y en 1996 Joost Eijsbouts, el hijo de Max, fue el presidente de la empresa.
En 1969 Eijsbouts adquirió la firma de Johannes Hermanus Addicks, fundada en 1855 en Ámsterdam. La fundición de campanas Horacantus en Lokeren también pasó a formar parte de  Eijsbouts.
El 24 de febrero de 2014, Brabants Dagblad anunció que Eijsbouts se haría cargo de las actividades de la Klokkengieterij Petit & Fritsen. Se mencionó que Petit & Fritsen tuvo un problema de sucesión. 9 empleados (de los 16) de Petit & Fritsen se fueron a trabajar a Eijsbouts.

## Productos
- Campanas de iglesia, incluyendo la campana más grande jamás realizada en Europa, que fue fundida en 2006 para un cliente en Japón. Esta campana pesa 36,000 kg. Una tarea especial fue la reconstrucción del conjunto de campanas de Geert van Wou en la torre de la Torre de la catedral de Utrecht. Para esto, se fundieron siete campanas en 1982. Un año más tarde, la compañía produjo una serie de nuevas campanas en la Basílica de San Servacio en Maastricht. Una de estas campanas es una réplica de la "Grameer" de 1515, que es una de las campanas más antiguas y más grandes de los Países Bajos. Eijsbouts también fundió el reloj más grande de Europa occidental para la ceremonia de inauguración de los Juegos Olímpicos de Londres 2012. En 2012 una nueva campana fue fundida para la catedral de Notre Dame de París. Es la campana más grande de una serie, con un diámetro de 1,6 metros y un peso de más de seis toneladas.[2][3]
- Carillones, incluido el carillón en el Tiergarten de Berlín, que es el quinto carillón más grande del mundo con 68 campanas (peso total 48,000 kg).[4] Para el carillón de la Grote Kerk en Dordrecht Eijsbouts fabricó los cuatro bordones junto a las otras campanas. De interés es el desarrollo de campanas con una tercera mayor en los armónicos, que hasta hace poco se consideraba imposible, pero se hizo posible con cálculos por ordenador.
- En 2010 Eijsbouts también hizo 21 réplicas excelentes de las campanas del siglo XVIII de Joris Dumery en el campanario de Brujas.
- Relojes y esferas, incluida la esfera más grande del mundo para el Amercentrale en Geertruidenberg. Tiene un diámetro de 10 m.
- Un producto en particular está formada por los relojes astronómicos. Estos se pueden encontrar en los ayuntamientos de Best, Hoorn y Wijk bij Duurstede. Además, hay un reloj de arte astronómico en el National Clock & Peel Museum Asten. Estaba anteriormente en la iglesia católica de Asten.
- Fundición de obras de arte.

## Galería

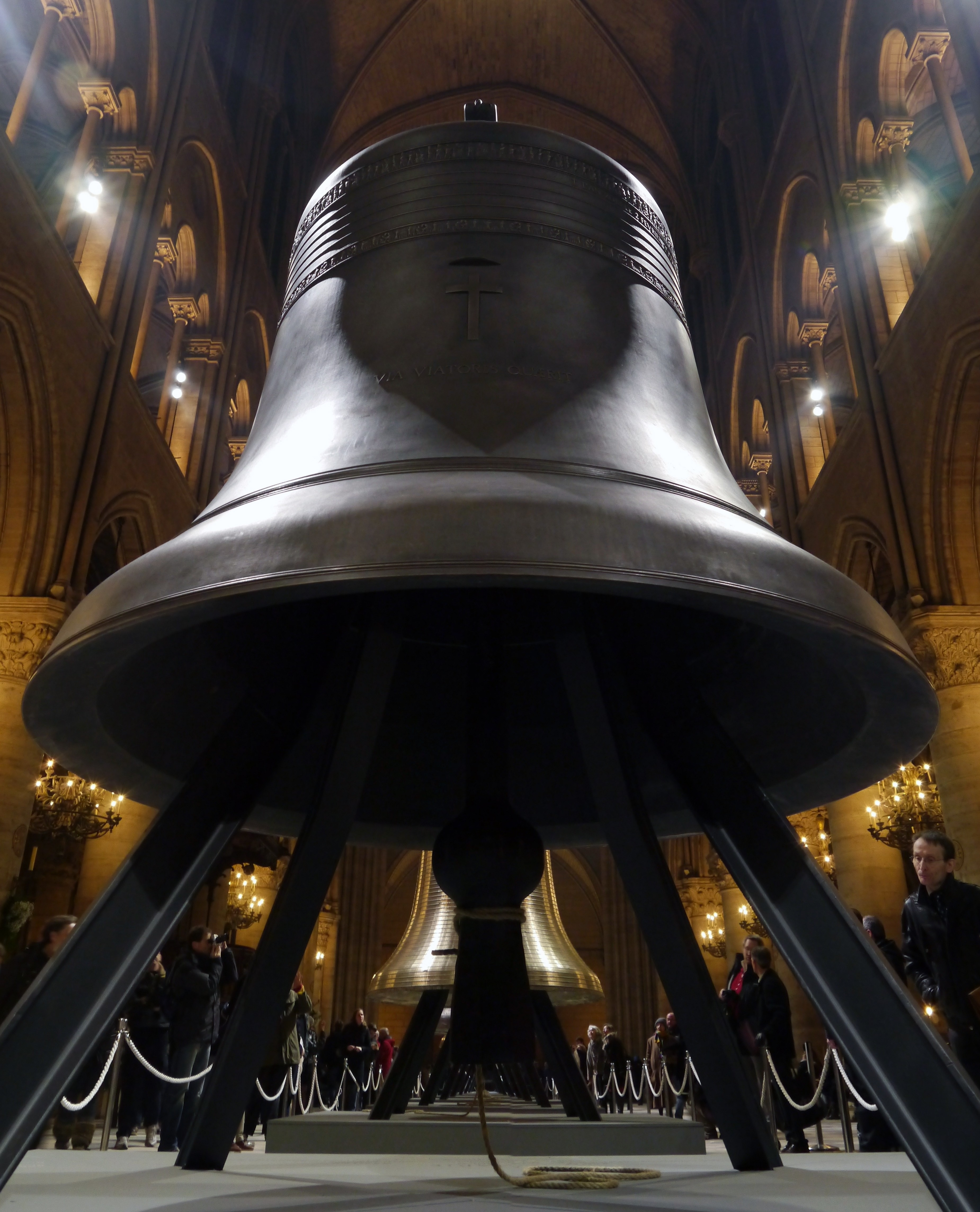
La catedral de Notre-Dame de París
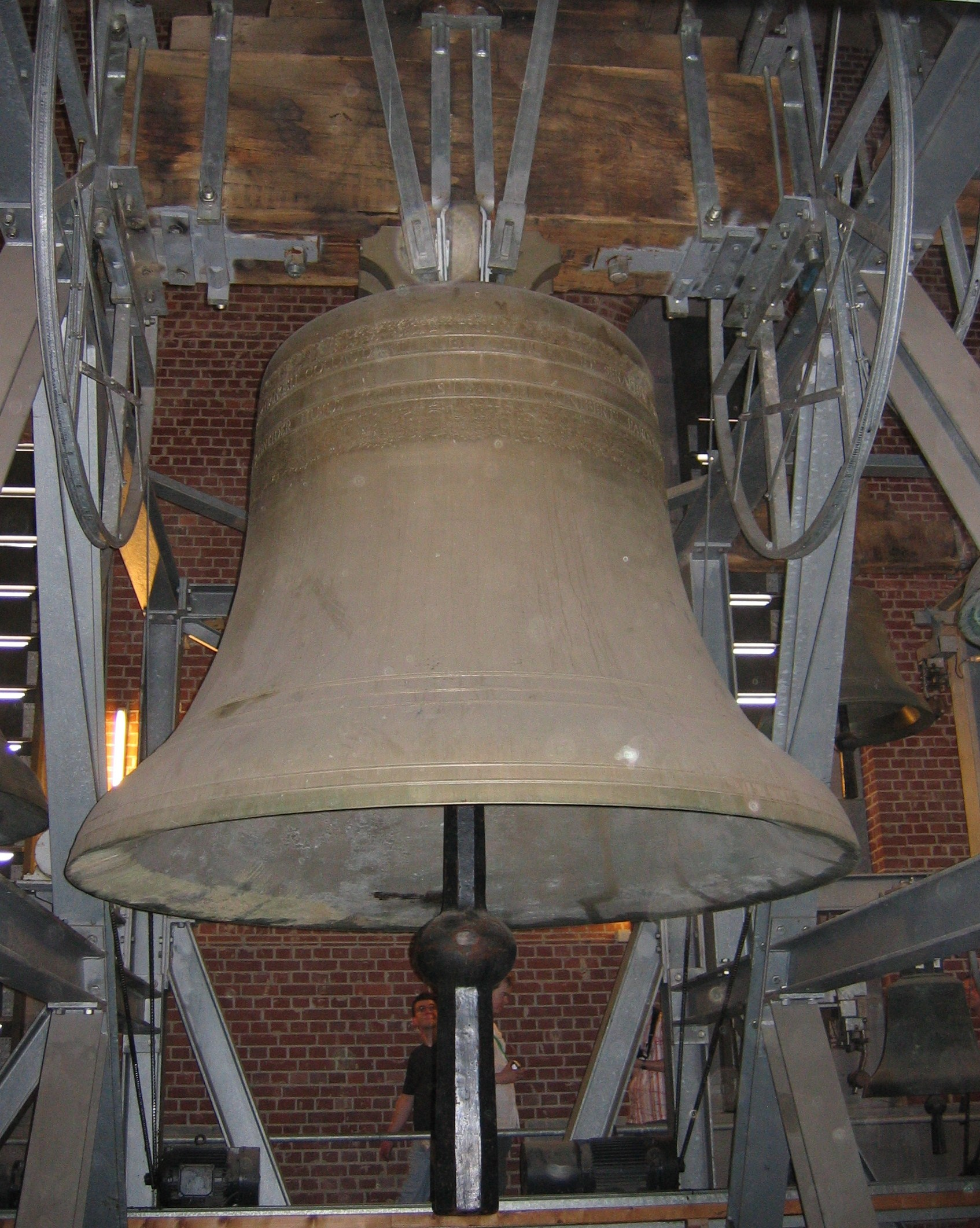
San Kunibert Glocke, Köln
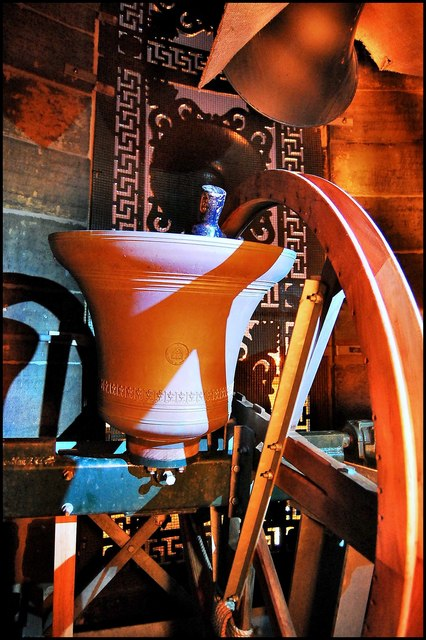
Saltaire iglesia Reformada Unida torre de la Campana
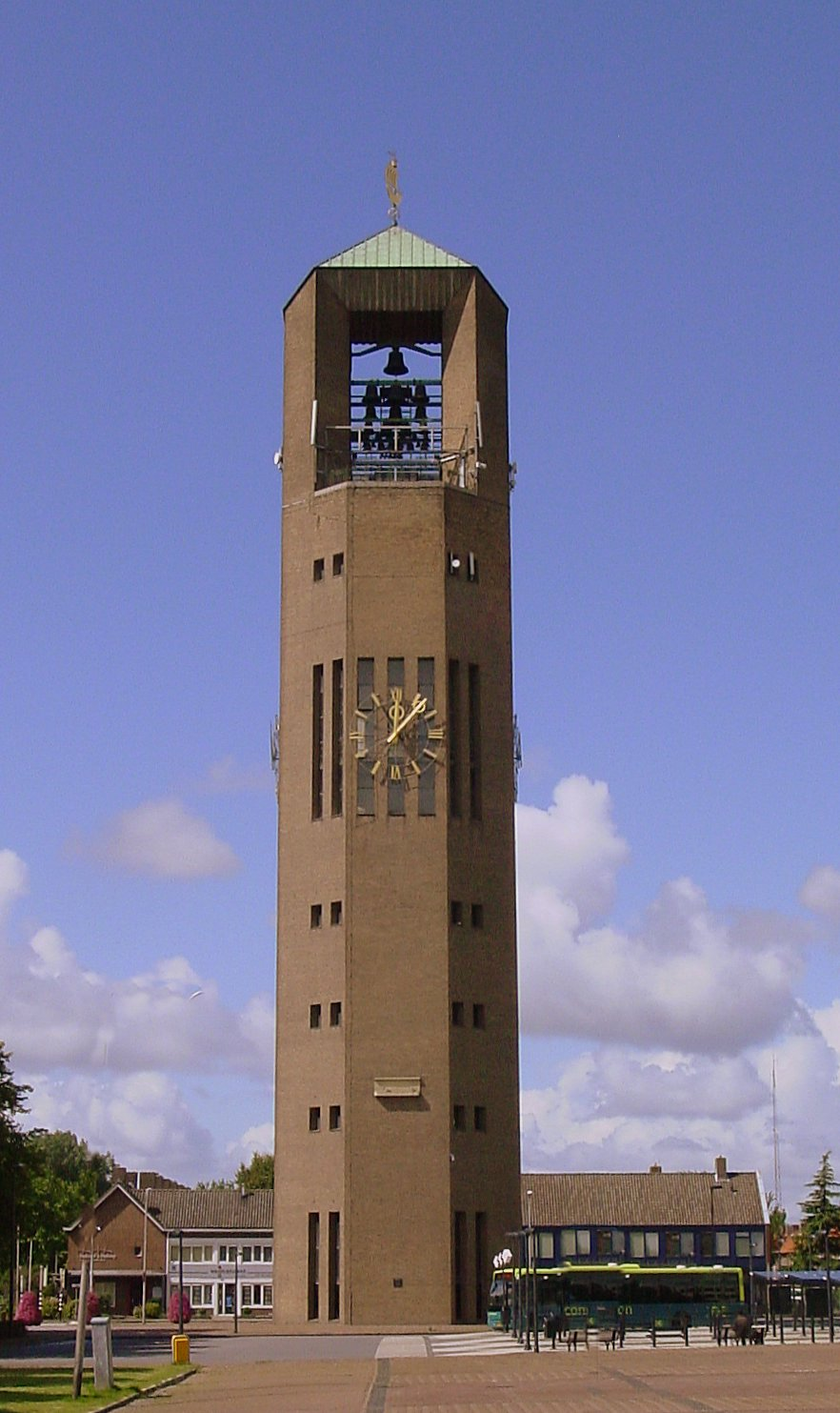
Poldertoren Emmeloord
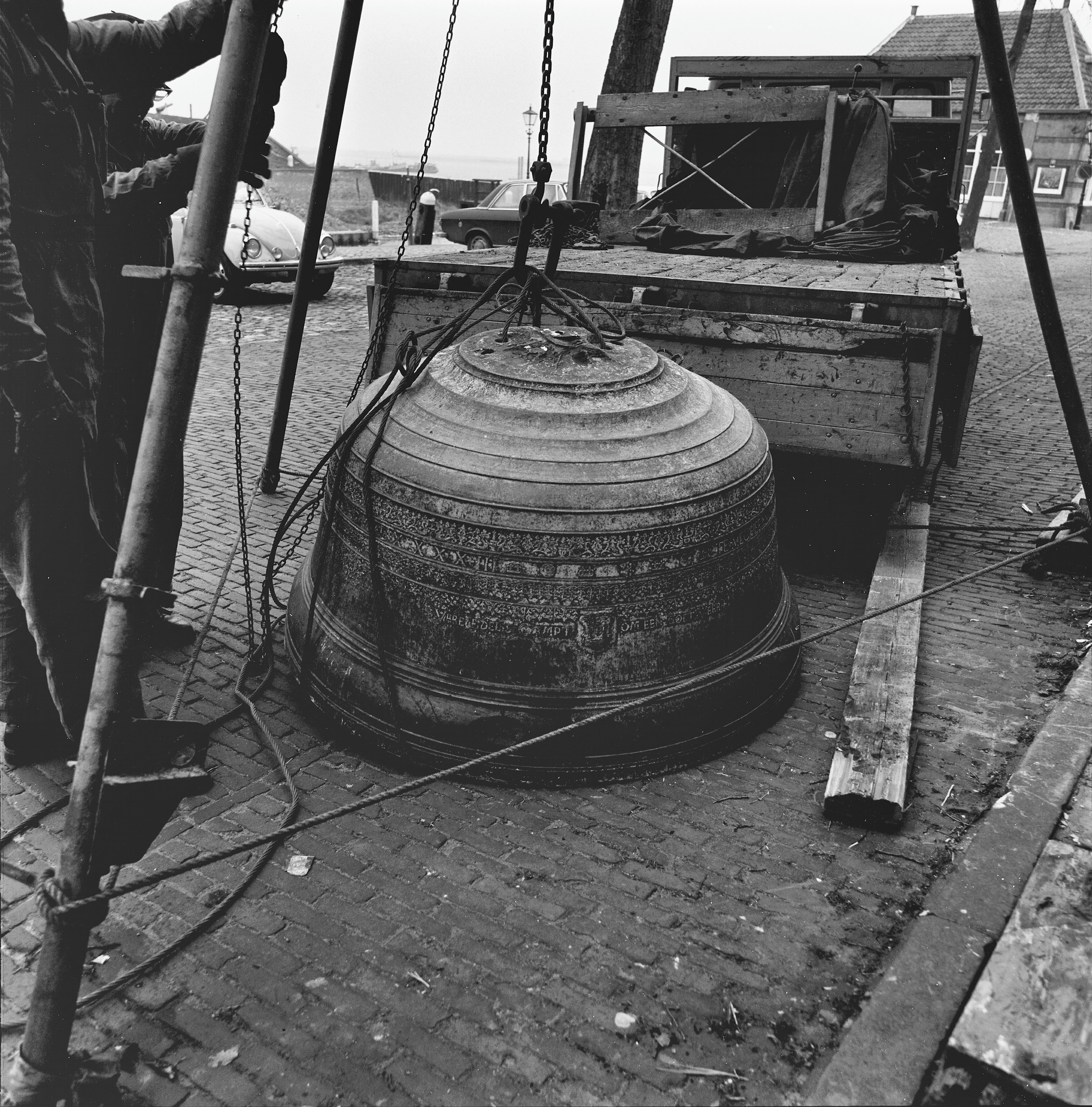
Restauración kombel Veere